# Сельское поселение Гжельское
Сельское поселение Гжельское — упразднённое муниципальное образование (сельское поселение) в Раменском муниципальном районе Московской области России.

## История
Образовано 1 января 2006 года законом Московской области от 25 февраля 2005 года № 55/2005-ОЗ «О статусе и границах Раменского муниципального района и вновь образованных в его составе муниципальных образований».
4 мая 2019 года Раменский муниципальный район был упразднён, а все входившие в него городские и сельские поселения объединены в новое единое муниципальное образование — Раменский городской округ.

## Население
| 2007    | 2008    | 2009    | 2010    | 2011    | 2012    | 2013    |
| ------- | ------- | ------- | ------- | ------- | ------- | ------- |
| 10 034  | ↗10 081 | ↗10 194 | ↗10 421 | ↗10 676 | →10 676 | ↗10 784 |
| 2014    | 2015    | 2016    | 2017    | 2018    | 2019    |         |
| ↗10 996 | ↗11 331 | ↗11 670 | ↗11 959 | ↗12 244 | ↗12 380 |         |

## Населённые пункты
В состав поселения входит 14 населённых пунктов:
- Речицы — село, центр муниципального образования;
- Гжель — посёлок;
- Гжель — село;
- Гжельского кирпичного завода — посёлок;
- Глебово — деревня;
- Григорово — деревня;
- комбината стройматериалов-1 — посёлок;
- комбината стройматериалов-2 — посёлок;
- Коняшино — деревня;
- Кошерово — деревня;
- Минино — деревня;
- Обухово — деревня;
- Трошково — деревня;
- Фенино — деревня.